# Koniec lepki
Koniec lepki, koniec kohezyjny – kilkunukleotydowy jednoniciowy odcinek DNA znajdujący się na końcu dwuniciowego DNA. 
Końce lepkie mogą być efektem hybrydyzacji łańcuchów jednoniciowych DNA o odpowiedniej sekwencji, na przykład oligonukleotydów syntetycznych, lub powstawać przez przecięcie dwuniciowej cząsteczki DNA enzymem restrykcyjnym. 
Przykładowo enzym restrykcyjny EcoRI rozpoznaje sekwencję 5′-GAATTC-3′ w dwuniciowym DNA:
5′ G|A A T T C 3'
3′ C T T A A|G 5'
i niesymetrycznie przecina dwuniciową cząsteczkę w taki sposób, że na nowo powstałych zakończeniach znajdują się jednoniciowe fragmenty o długości czterech nukleotydów z wystającym końcem 5′. 
5′ G 3′               5′ A A T T C 3′
3′ C T T A A 5′               3′ G 5′
Inny enzym restrykcyjny – PstI – rozpoznaje sekwencję 5′-CTGCAG-3′ i przecina ją w następujący sposób:
5′ C T G C A|G 3′
3′ G|A C G T C 5′
co daje końce lepkie z wystającym 3′:
5′ C T G C A 3′                5′ G 3′
3′ G 5′                3′ A C G T C 5′
Jak widać z powyższych przykładów, istnieją dwa rodzaje końców lepkich: z wystającym końcem 3′ lub 5′. Jest to istotne w biologii molekularnej podczas umieszczania insertu w wektorze. 
Cząsteczki DNA zakończone komplementarnymi końcami lepkimi, w odróżnieniu od cząsteczek zakończonych końcami tępymi, mogą łączyć się ze sobą (hybrydyzować) poprzez wiązania wodorowe (stąd nazwa „lepkie”), co ułatwia ich ligację.